# Careproctus mederi
Careproctus mederi е вид лъчеперка от семейство Liparidae.

## Разпространение и местообитание
Този вид е разпространен в Русия (Хабаровск).
Среща се на дълбочина от 202 до 950 m.